# Mouvement démocrate combattant
Le Mouvement démocrate combattant (en grec moderne Αγωνιστικό Δημοκρατικό Κίνημα, abrégé en ADIK) est un parti politique chypriote, ancien membre de l'Alliance pour l'Europe des Nations.
Aux législatives du 27 mai 2001, il obtient 2,2 % des voix et un des 56 sièges de députés. En 2006, il perd sa représentation parlementaire.
Parfois traduit : le Mouvement pour la lutte démocratique (Agonistiko Dimokratiko Kinima (A.DI.K.) fondé en 1998, fusionne en 2011 avec le Parti démocrate.